# 伊陶埃拉
伊陶埃拉（葡萄牙語：Itaueira）是巴西皮奥伊州的一个市镇。总面积2534.502平方公里，总人口10578人，人口密度4.2人/平方公里。